# Gorges de la Save
Les gorges de la Save sont un défilé creusé par la Save à travers un pli calcaire du piémont pyrénéen. Elles sont situées en limite des communes françaises de Montmaurin et de Lespugue, en Haute-Garonne, dans la région Occitanie.
Le site des gorges de la Save et leur relief karstique présentent un intérêt à la fois géologique, archéologique, écologique, faunistique, floristique, ainsi que touristique. Le secteur a été habité par l'Homme de manière continue depuis le Paléolithique jusqu'à nos jours. Il a livré entre autres la célèbre statuette dite « Vénus de Lespugue » et les vestiges de la villa gallo-romaine de Lassalles. Les gorges de la Save sont en partie couvertes par une zone naturelle d'intérêt écologique, faunistique et floristique (ZNIEFF) de type I et la majeure partie de la rive droite est classée Monument historique.

## Géographie

### Situation
Les gorges de la Save sont situées à la frontière nord-ouest de la région du Comminges, à une dizaine de kilomètres au sud de Boulogne-sur-Gesse et une vingtaine au nord de Saint-Gaudens. Elles s'étendent le long de la limite administrative entre les communes de Montmaurin et de Lespugue sur une distance d'un peu plus de deux kilomètres,. Elles sont parcourues par la route D9g.

### Topographie et géologie
La Garonne et ses affluents, dont la Save, ont édifié cinq terrasses alluviales, corrélées avec les glaciations du Quaternaire et connues sous les appellations de « nappe culminante » (Donau), « haute terrasse » (Günz), « moyenne terrasse » (Mindel), « basse terrasse » (Riss) et « basses plaines » (Würm).
À Montmaurin et Lespugue se trouve un ensemble de petites collines culminant à une hauteur d'environ 400 mètres, qui constituent le prolongement du pli calcaire des Petites Pyrénées,. La rivière de la Save et son affluent la Seygouade, qui prennent leur source sur le plateau de Lannemezan, voient leur vallée se rétrécir près de Montmaurin. Au nord-est et nord-ouest du village, à une altitude d'à peu près 300 mètres, les deux rivières entaillent le massif calcaire de deux gorges assez étroites qui finissent par se rejoindre au nord de Lespugue. Leur traversée a laissé un réseau karstique complexe, de nombreuses cavités, et des falaises de taille modérée pouvant atteindre une trentaine de mètres de haut[réf. nécessaire].

## Archéologie

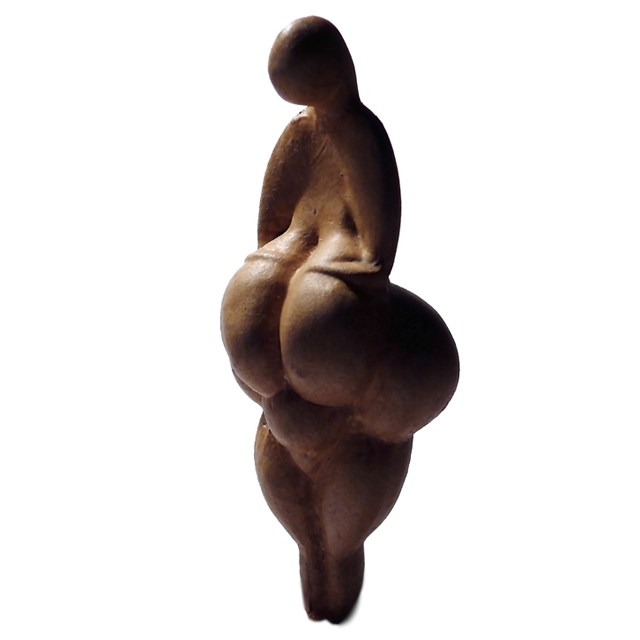
La Vénus de Lespugue, découverte en 1922 dans les gorges de la Save.

Les gorges de la Save et leurs environs immédiats ont été occupés par l'homme dès les temps les plus reculés : dans un rayon d'environ trois kilomètres, au long des gorges de la Save et de celles tout proches de la Seygouade, se trouvent des traces continues de la présence humaine depuis le Paléolithique moyen (mandibule pré-néandertalienne de Montmaurin dans les gorges de la Seygouade) jusqu'à l'époque moderne. Le Paléolithique supérieur est illustré par la célèbre statuette dite « vénus de Lespugue », découverte dans les gorges de la Save ; l'Antiquité par la villa gallo-romaine de Lassalles et le site gallo-romain de la Hillère, à l'entrée du défilé ; le Moyen Âge par la chapelle Notre-Dame de la Hillère, toujours au même endroit, les ruines des châteaux de Roquebrune et de Lespugue sur les collines dominant les gorges, et plusieurs des grottes de Lespugue.
La zone située en amont du confluent de la Save et de la Seygouade est « un foyer d'une richesse peu commune pour la recherche préhistorique »
Plusieurs de ces sites sont classés à l'inventaire des Monuments historiques.

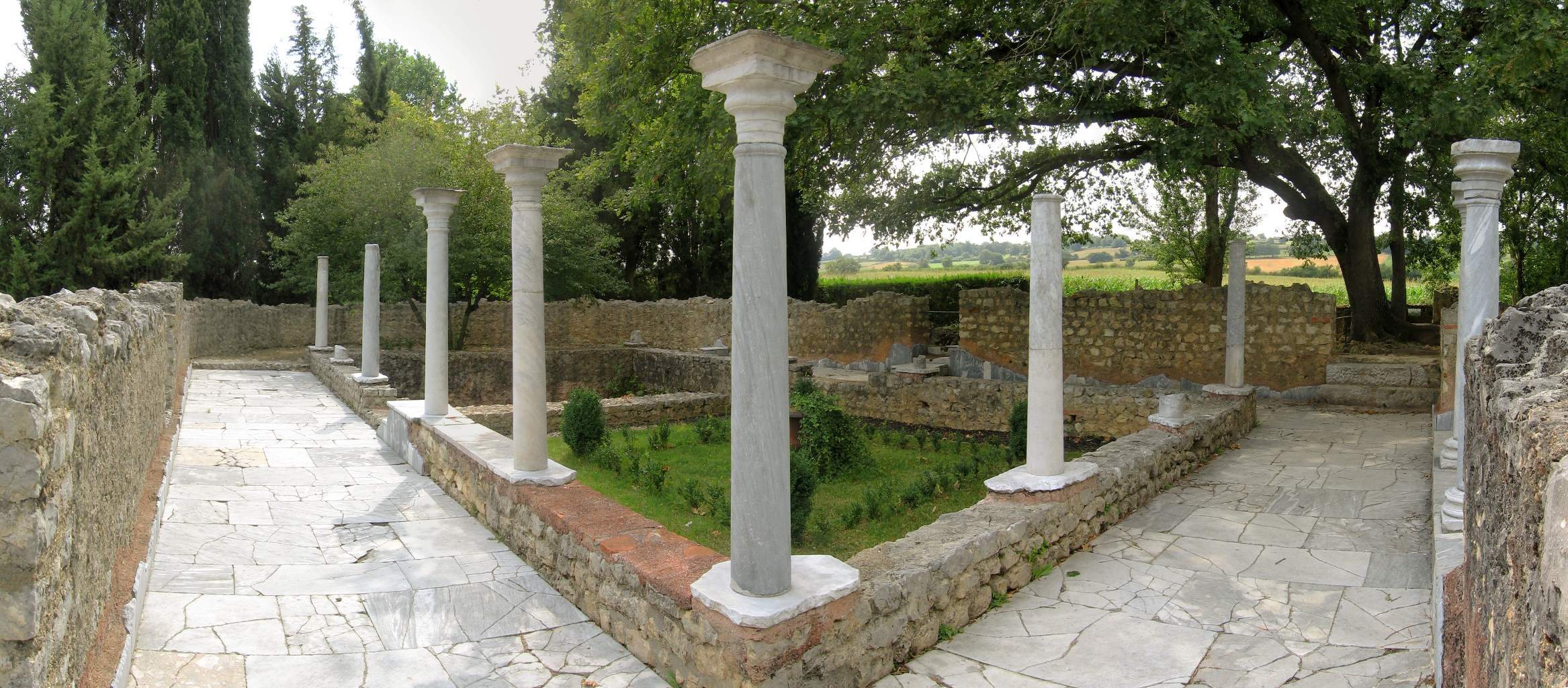
Villa gallo-romaine de Lassalles : la galerie du Nymphée dans l'aile thermale.

## Écologie, faune et flore
En 1997, le site des gorges de la Save a été classé Zone naturelle d'intérêt écologique, faunistique et floristique (ZNIEFF) de type I, ce qui signifie qu'il a été retenu en tant que secteur de grand intérêt biologique ou écologique.
Sur une superficie relativement faible, les particularités et diversités des biotopes (falaises, grottes, eaux courantes, forêts de hêtres et de chênes) et celles du climat (climat atlantique atténué, mêlé d'influences méditerranéennes et montagnardes) ont permis une très grande richesse écologique. On y note la présence d'espèces rares, voire protégées, de la faune ou de la flore : pour les plantes, le lis martagon, le gaillet odorant et plusieurs variétés d'orchidées (orchis singe, orchis guerrier et ophrys araignée) ; des oiseaux comme le cincle plongeur, le pic mar, le martinet à ventre blanc, l'hirondelle de rochers et le Grand corbeau ; pour les mammifères, la genette, les chauves-souris telles que le Grand rhinolophe et les espèces « quasi-menacées » que sont la barbastelle d'Europe et le Petit murin.

## Exploitation de carrières calcaires
Le calcaire du massif autour de Montmaurin fut exploité par plusieurs carrières. Georges Fouet signalait en 1969 l'existence de cinq carrières en activité sur le territoire de la commune. Depuis quelques années, les intérêts industriels entrent en conflit avec les intérêts historiques, environnementaux et touristiques.
En 2007, alors que la dernière carrière est fermée à la demande de la Commission Régionale du Patrimoine Historique, Archéologique et Ethnologique de Midi-Pyrénées, la municipalité de Montmaurin donne son accord à l'entreprise Dragages Garonnais pour l'implantation d'une nouvelle carrière : d'une superficie de 8 hectares sur le site de la ZNIEFF, cette carrière industrielle doit comprendre une usine de criblage-concassage prévue pour traiter annuellement 150 000 tonnes de calcaire pendant 30 ans.
Dès 2008 ce projet rencontre l'opposition du Conseil régional de Midi-Pyrénées, du Conseil Général de la Haute-Garonne, de diverses sociétés savantes d'histoire et d'archéologie telles que l'Académie des sciences, inscriptions et belles-lettres de Toulouse, la Société archéologique du Midi de la France, la Société des Études du Comminges, la Société Méridionale de Spéléologie et de Préhistoire, d'associations de défense de l'environnement comme Union Midi-Pyrénées Nature et Environnement ainsi que d'associations locales et de personnalités de l'archéologie comme Yves Coppens, Jean Clottes ou Henry de Lumley.
Un arrêté préfectoral du 10 avril 2009 autorise l'exploitation d'une carrière de calcaire par la SARL Dragages Garonnais ; la commune de Montmaurin donne concession du site de la carrière pour une période de 9 ans. Le diagnostic archéologique, préalable requis pour la carrière, voit sa première phase réalisée par l'Inrap en 2010 ; il met au jour un ensemble fortifié de la fin du XIIe siècle-début XIIIe siècle. Le tribunal administratif de Toulouse, saisi le 24 octobre 2013 par le président du Conseil Général de la Haute-Garonne et plusieurs associations, annule l'arrêté d'autorisation. Le 17 novembre 2015, la cour administrative d'appel est saisie par l'entreprise : elle annule le jugement du tribunal administratif, mais soustrait du périmètre de l'autorisation initiale les terrains des vestiges médiévaux nouvellement découverts. Le 17 octobre 2016, le Conseil d'État confirme le jugement de la cour administrative d'appel de Bordeaux. Le Conseil départemental refuse son accord pour ce projet depuis le début, arguant que les routes ne sont pas assez bonnes pour supporter le trafic de camions que l'exploitation de carrière engendrera et que la carrière « génère(rait) des nuisances à l'encontre de ce site naturel et archéologique reconnu » (motion votée en juin 2016),.

## Activités touristiques et sportives
Les gorges de la Save permettent entre autres activités de loisir de pratiquer la randonnée, l'escalade et la pêche. On peut y pêcher la truite fario. Des sentiers de randonnée balisés PR (Promenade et Randonnée) empruntent les gorges de la Save et de la Seygouade. La présence sur le versant Est de plusieurs cavités facilement accessibles et de ruines pittoresques en font un endroit apprécié pour le géocaching.
En ce qui concerne le site d'escalade, les falaises des gorges comptent près de 130 voies réparties sur 5 secteurs. Courtes (de 10 à 20 mètres) et de difficulté très variable (de 4a à 7a/b), elles permettent de s'initier à l'escalade en milieu naturel.